# Zastawky
Zastawky (ukr. Заставки) – wieś na Ukrainie, w obwodzie chmielnickim, w rejonie chmielnickim, w hromadzie Krasiłów. W 2001 liczyła 626 mieszkańców.